# José Bonaparte
José Fernando Bonaparte (ur. 14 czerwca 1928 w Rosario, zm. 18 lutego 2020 w Mercedes) – argentyński paleontolog, odkrywca wielu południowoamerykańskich dinozaurów i innych kopalnych kręgowców oraz mentor nowej generacji argentyńskich paleontologów, jak np. Rodolfo Coria.
Urodził się w Rosario, w prowincji Santa Fe. Związany z Museo Argentino de Ciencias Naturales w Buenos Aires.

## Odkrycia
Dinozaury przez niego odkryte żyły w południowej części superkontynentu Gondwana w erze mezozoicznej i były równie wielkie jak ich północni krewniacy z Laurazji.
- Abelisaurus comahuensis (1985, z Novas), teropod
- Agustinia ligabuei (1998, poprzednio Augustia), zauropod z kostnymi płytami przy grzbiecie
- Alvarezsaurus calvoi (1991) opierzony teropod z rodziny Alvarezsauridae
- Amargasaurus cazaui (1991, z Salgado), dikreozauryd
- Andesaurus delgadoi (1991, z Calvo), tytanozaur, jeden z największych dinozaurów
- Argentynosaurus huinculensis (1993, z Coria), największy dotychczas odkryty tytanozaur
- Argyrosaurus superbus (1984), tytanozaur, jeden z największych dinozaurów
- Carnotaurus sastrei (1985), teropod z rodziny abelizaurydów
- Volkheimeria chubutensis (1979), zauropod
- Guaibasaurus candelariensis (1998, z Ferigolo), prymitywny teropod
- Kritosaurus australis (1984, z Frenchi, Powell i Sepúlveda), najlepiej poznany południowoamerykański dinozaur kaczodzioby
- Lapparentosaurus madagascariensis (1986), zauropod
- Ligabueino andesi (1996), teropod
- Noasaurus leali (1980, z Powell), ceratozaur
- Piatnitzkysaurus floresi (1979), teropod z tetanurów
- Rayososaurus agrioensis (1996), zauropod
- Saltasaurus loricatus (1980, z Powell), opancerzony tytanozaur
- Velocisaurus unicus (1991), ceratozaur o budowie szybkiego biegacza.

Bonaparte odkrył też inne taksony gadów, oprócz dinozaurów:
- Coloradisaurus brevis (1978, poprzednio Coloradia), późnotriasowy zauropodomorf
- Mussaurus patagonicus (1979, z Vince), późnotriasowy zauropodomorf znany tylko z jaj i czaszek młodych
- Riojasaurus incertus (1969), późnotriasowy zauropodomorf
- Pterodaustro (1970), pterozaur.

Ponadto na jego cześć nazwano m.in. rodzaj teropoda Bonapartenykus.
Brał też udział w badaniu dinozaurów odkrytych przez innych paleontologów, np. Giganotosaurus carolinii, a także innych grup kręgowców, jak synapsydy i lepidozaury.